# Liste der Monuments historiques in Avilly-Saint-Léonard
Die Liste der Monuments historiques in Avilly-Saint-Léonard führt die Monuments historiques in der französischen Gemeinde Avilly-Saint-Léonard auf.

## Liste der Bauwerke
| Bezeichnung                | Beschreibung | Standort                                                                                         | Kennzeichnung | Schutzstatus | Datum | Bild           |
| -------------------------- | --- | ------------------------------------------------------------------------------------------------ | ------------- | ------------ | ----- | -------------- |
| Park von Schloss Chantilly | Südostteil des Parks mit Speicherbecken für die Große Kaskade (Tête du Rond), dem Parc d’Avilly und Teilen des Parc de Sylvie; ab 1671 von André Le Nôtre angelegt | westlich von Avilly; auch auf dem Gebiet der Gemeinden Chantilly und Vineuil-Saint-Firmin (Lage) | PA00114488    | Classé       | 1988  | weitere Bilder |

## Liste der Objekte
| Bezeichnung                                | Beschreibung                                                            | Standort                        | Kennzeichnung | Schutzstatus | Datum | Bild           |
| ------------------------------------------ | ----------------------------------------------------------------------- | ------------------------------- | ------------- | ------------ | ----- | -------------- |
| Vier Antependien                           | bestickter Seidenstoff, 17. Jahrhundert                                 | in der Kirche St-Léonard (Lage) | PM60001447    | Classé       | 1912  |                |
| Skulptur Madonna und Kind                  | Kalkstein, polychrom gefasst, 15. Jahrhundert                           | in der Kirche St-Léonard (Lage) | PM60001445    | Classé       | 1912  | weitere Bilder |
| Chorgestühl                                | Eichenholz, 16. Jahrhundert; aus dem Prirat St-Nicolas in Saint-Léonard | in der Kirche St-Léonard (Lage) | PM60001446    | Classé       | 1912  | weitere Bilder |
| Gedenkstein Messfeier des heiligen Gregor  | Kalkstein, bemalt, erste Hälfte des 15. Jahrhunderts                    | in der Kirche St-Léonard (Lage) | PM60001444    | Classé       | 1912  |                |
| Pluviale                                   | bestickter Seidenstoff, Ende des 17. Jahrhunderts                       | in der Kirche St-Léonard (Lage) | PM60001448    | Classé       | 1912  |                |
| Ölgemälde Abendmahl                        | Ölfarbe auf Holz, um 1600                                               | in der Kirche St-Léonard (Lage) | PM60003525    | Classé       | 1912  |                |
| Gemälde mit Holzrahmen: Porträt einer Frau | 17. Jahrhundert                                                         | in der Kirche St-Léonard (Lage) | PM60005164    | Inscrit      | 1978  |                |